# Куркудим Тетяна
Тетя́на Куркуди́м (* 1980) — українська фігуристка.

## З життєпису
Народилась 1980 року в місті Одеса.
Вона та партнер Юрій Кочерженко почали разом виступати на міжнародних змаганнях у 1995 році. В сезоні 1998—1999 років завоювали медалі на юніорських Гран-прі ISU, здобувши золото у Франції та бронзу в Німеччині; посіли п'яте місце на чемпіонаті 1999 року. Бронзова призерка чемпіонату України (1998/1999) — партнер Кочерженко Юрій.